# Cyprinum
Cyprinum ofwel Cyprusolie is een kruidige parfum uit het Oude Egypte, waarin hennabloemen verwerkt zijn.

## Geschiedenis
Het oudste recept voor cyprinum is beschreven door Theophrastus. Hij vermeldt ingrediënten als hennabloemen, groene olijfolie, aspalathos en kardemom. Plinius de Oudere vermeldt als ingrediënten hennazaden, groene olijfolie, kalmoes, mirre, kardemom en citroenkruid. Ook Pedanius Dioscorides maakt melding van dit parfum, met als ingrediënten henna, groene olijfolie, water, aspalathos, kalmoes, kardemom, mirre, kaneel en oude wijn.

## Bereiding
Volgens het recept van Pedanius Dioscorides werd eerst de olie en het water met elkaar vermengd, waarna de kruiden werden toegevoegd om te macereren. De mirre en kalmoes werd vermengd met wijn. Vervolgens werden beide mengsels met elkaar vermengd en gekookt. Daarna werden de plantendelen uit de olie gezeefd, waarna de verse hennabloemen werden toegevoegd. Na maceratie werden deze uitgezeefd. Om een sterkere geur te verkrijgen werden meerdere keren verse hennabloemen aan de olie toegevoegd om te macereren.